# Le Jardin (film)
Pour les articles homonymes, voir Jardin (homonymie).
Pour plus de détails, voir Fiche technique et Distribution.
Le Jardin (slovaque : Záhrada) est un film franco-slovaque réalisé par Martin Šulík, sorti en 1995.

## Synopsis
Un instituteur fermé et peu pratique s'enfuit de la ville pour la maison de son grand père. Dans l'environement idylique du jardin entourant la maison il essaie de résoudre ses relations conflictuelle et trouver sa place dans la vie.

## Fiche technique
- Titre : Le Jardin
- Titre original : Záhrada
- Réalisation : Martin Šulík
- Scénario : Marek Leščák, Martin Šulík, Ondrej Šulaj
- Production : Jovanka Potašová
- Montage :Dušan Milko
- Genre : drame
- Date de sortie : 1995

## Distribution
- Roman Luknár : Jakub
- Marián Labuda : père de Jakub
- Zuzana Šulajová : Helena
- Jana Švandová : Tereza
- Katarína Vrzalová : la mère d'Helena
- Dušan Trančík : Mari de Tereza
- Ján Melkovič : Saint Benoît
- Stanislav Štepka : Jean-Jacques Rousseau
- František Kovár : Wittgenstein
- Marta Rašlová : femme
- Marián Labuda : Garçon de café

## Distinctions
Le film a reçu le prix du jury du festival international du film de Karlovy Vary en 1995 et plusieurs Lions tchèques dont celui du meilleur film en 1996.